# Vegacervera
Vegacervera – gmina w Hiszpanii, w prowincji León, w Kastylii i León, o powierzchni 34,89 km². W 2011 roku gmina liczyła 351 mieszkańców.